# Роні Огайон
Роні Огайон (нар. 8 березня 1999, івр. רוני אוחיון) — ізраїльська паралімпійська спортсменка, одна зі старших гравців ізраїльської жіночої збірної з голболу, займає позицію «центрового», який координує координацію та спілкування гравців на майданчику.

## Біографія
Народилася 8 березня 1999 року в Беер-Шеві з низкою вад зору. З дитинства займалася легкою атлетикою, зокрема стрибками у висоту, довжину та вільною гімнастикою для людей із вадами зору. У 4-му класі почала займатися голболом у центрі для незрячих у Бере, але через півроку групу закрили і знову відкрили лише тоді, коли вона пішла у 8-й клас.
У 13 років увійшла до резервної команди, а згодом піднялася до основної.
У травні 2014 року брала участь у перших змаганнях, які були підготовчими до Чемпіонату світу, який проходив у липні того ж року.
Брала участь у Паралімпійських іграх 2016, 2020 та 2024 року. Разом з командою здобула срібну медаль у складі жіночої збірної Ізраїлю з голболу на Паралімпійських іграх 2024 у Парижі.
Живе в Рамат-Гані.